# Troldeskoven
Het Troldeskoven is een bos op het Deense eiland Bornholm. Troldeskoven ligt ten zuidoosten van Stammershalle Badehotel (Stammershalle) aan de kustweg Søndre Strandvej tussen Tejn en Gudhjem. Het is sinds 1918 beschermd gebied. Het bevindt zich deels op rotsbodem en gedeeltelijk op vruchtbare grond tussen de rotsen en de grote rotsblokken.
Voor de twintigste eeuw stond Troldeskoven bekend als Kjølleregårdsskoven. 
In Troldeskoven staan drie herdenkingsstenen, een steenschip uit de tijd van de Vikingen en een overblijfsel van een grafveld uit de ijzertijd. Ook is er een ganggraf dat in de neolithische periode bewoond werd.
De bautastenen markeren graven. De stenen scheepsbodems liggen altijd dicht bij de kust, alsof het om een echte vloot handelt. Het in 1890 onderzochte steenschip is een, door middel van dertien gebroken stenen (geen keien), gevormde scheepsbodem waarbinnen gecremeerden werden begraven. Men vond er ongeveer twaalf graven waarin beenderresten lagen. Eerder zouden een schild en een ijzeren zwaard gevonden zijn.
Het bos behoorde toe aan Viggo Valdemar Riis van Kjøllergaard, de eigenaar van Troldeskoven, een boerenhuis dat dezelfde naam draagt. Ook het aangrenzende weiland en de omheinde kuststrook aan de andere zijde van Søndre Strandvej behoren Troldeskoven toe. Het totale areaal beslaat circa 10 hectare.
Steden: Aakirkeby · Allinge-Sandvig · Hasle · Nexø · Rønne

Dorpen: Aarsdale · Balka · Gudhjem · Klemensker · Listed · Lobbæk · Nyker · Nylars · Østerlars · Østemarie · Pedersker · Snogebæk · Sorthat-Muleby · Svaneke · Tejn · Vestermarie

Buurtschappen: Arnager · Årsballe · Boderne · Bodilsker · Bølshavn · Dueodde · Helligpeder · Ibsker · Knudsker · Melsted · Olsker · Poulsker · Rø · Rutsker · Sandkås · Smørenge · Stenseby · Teglkås · Vang

Omgeving op en nabij Bornholm: Almindingen · Christiansø · Døndalen · Ekkodalen · Ertholmene · Frederiksø · Gryet · Hammeren · Paradisbakkerne · Rytterknægten · Stammershalle · Troldeskoven